# 1146 Biarmia
1146 Biarmia је астероид главног астероидног појаса са пречником од приближно 31,14 .
Афел астероида је на удаљености од 3,819 астрономских јединица (АЈ) од Сунца, а перихел на 2,285 АЈ.
Ексцентрицитет орбите износи 0,251, инклинација (нагиб) орбите у односу на раван еклиптике 17,031 степени, а орбитални период износи 1948,167 дана (5,333 година).
Апсолутна магнитуда астероида је 9,80 а геометријски албедо 0,219.
Астероид је откривен 7. маја 1929. године.